# Paropesia nigra
Paropesia nigra är en tvåvingeart som beskrevs av Louis-Paul Mesnil 1970. Paropesia nigra ingår i släktet Paropesia och familjen parasitflugor.
Artens utbredningsområde är Myanmar. Inga underarter finns listade i Catalogue of Life.